# Смеситель (сантехника)

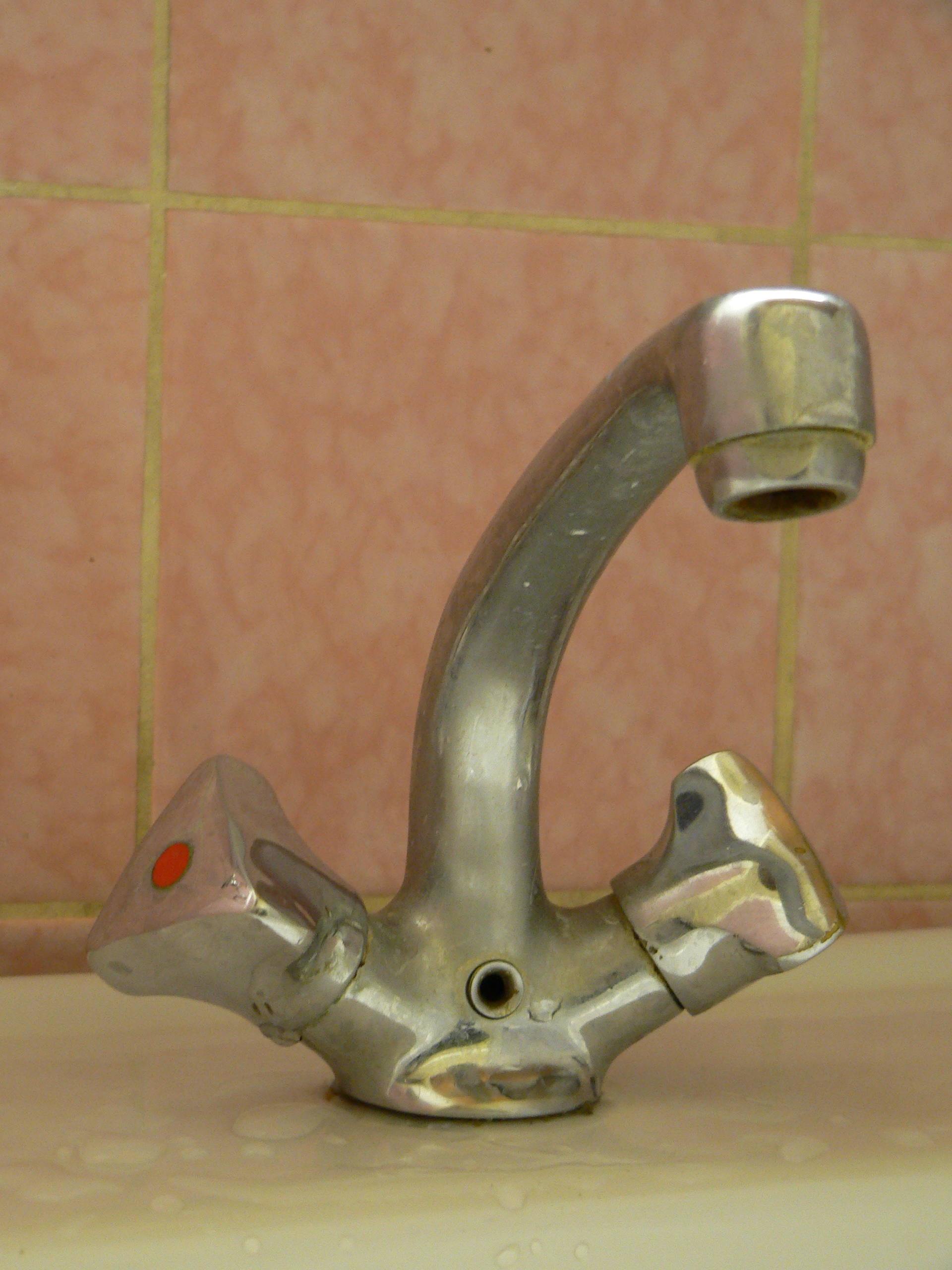
Смеситель-«ёлочка» с неподвижным изливом (монолитная конструкция)

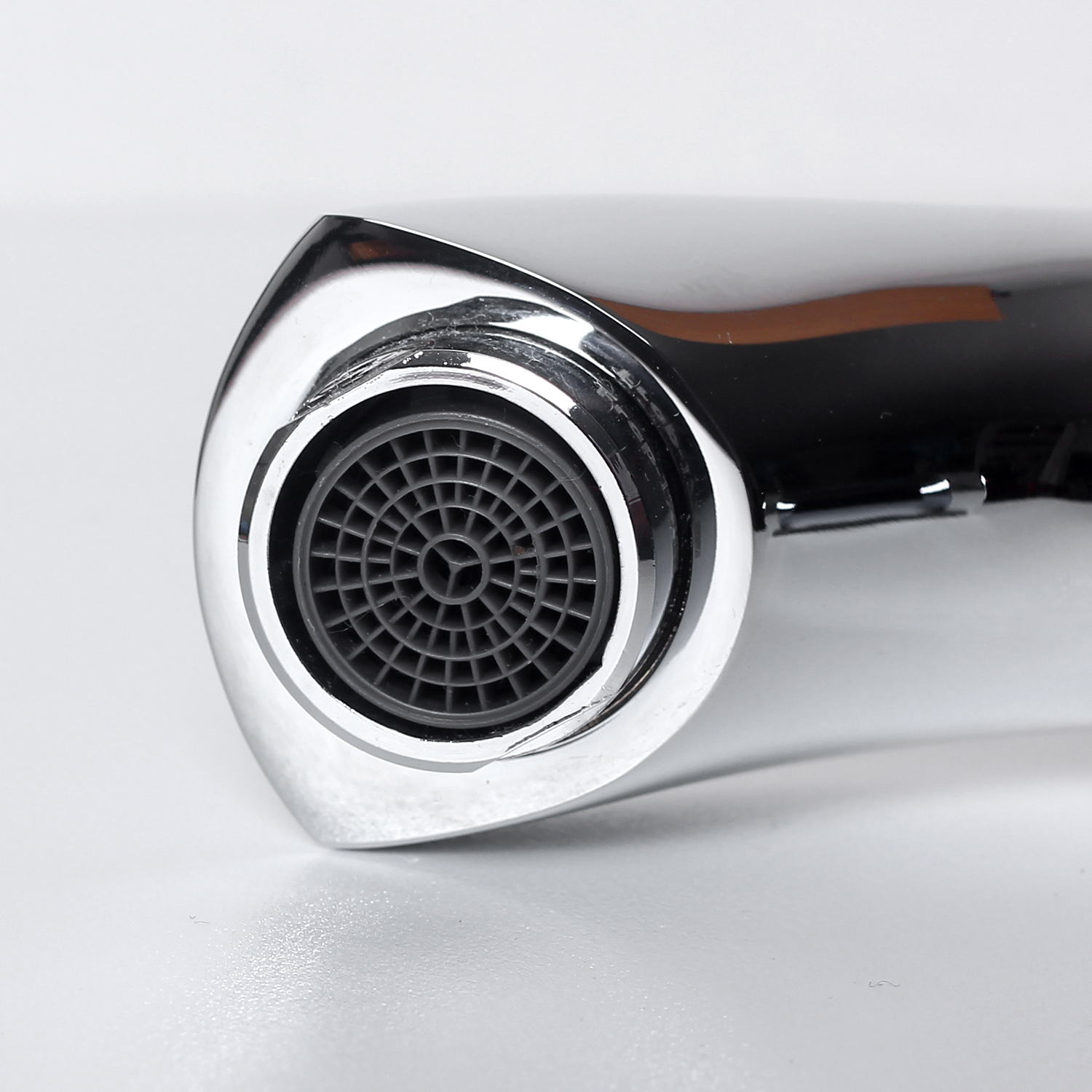
Сетка в изливе смесителя

Смеси́тель — сантехнический прибор, позволяющий регулировать поток воды и получать воду требуемой температуры при смешивании горячей и холодной воды. Помимо этого (основного) назначения, смесители для ванной комнаты способны направлять поток воды к изливу или к душу. Чаще всего смесители изготавливают из латуни, силумина или сплава ЗАМАК, поверх которого наносится декоративное гальваническое покрытие.
Это устройство было изобретено ближе к концу XIX века, а в середине XX века Алексом Манукяном был изобретён и запатентован однорычажный смеситель. Тогда же было налажено и его массовое производство.
Смеситель, обязательный утилитарный элемент ванной и кухни, выполняя эстетическую функцию, является также важнейшей частью «активного» декора этих помещений.
Для термоволнового душа могут применяться специальные смесители, управляющие степенью контраста между горячей и холодной водой.

## Устройство и классификация

Двухвентильный настенный смеситель с душем

По принципу смешивания воды смесители делятся на смесители с раздельными кранами, однорычажные, термостаты, электронные и смесители с двойным изливом (под фильтр).

### Смесители с раздельными кранами
Смесители с раздельными кранами (двухрукояточные) имеют два независимых крана (клапана), каждый из которых управляется «своим» маховиком (штурвалом). Такая конструкция очень проста, недорога и относительно надёжна. Ранее были очень широко распространены, сейчас чаще применяются более удобные однорычажные смесители. 

### Однорычажные смесители

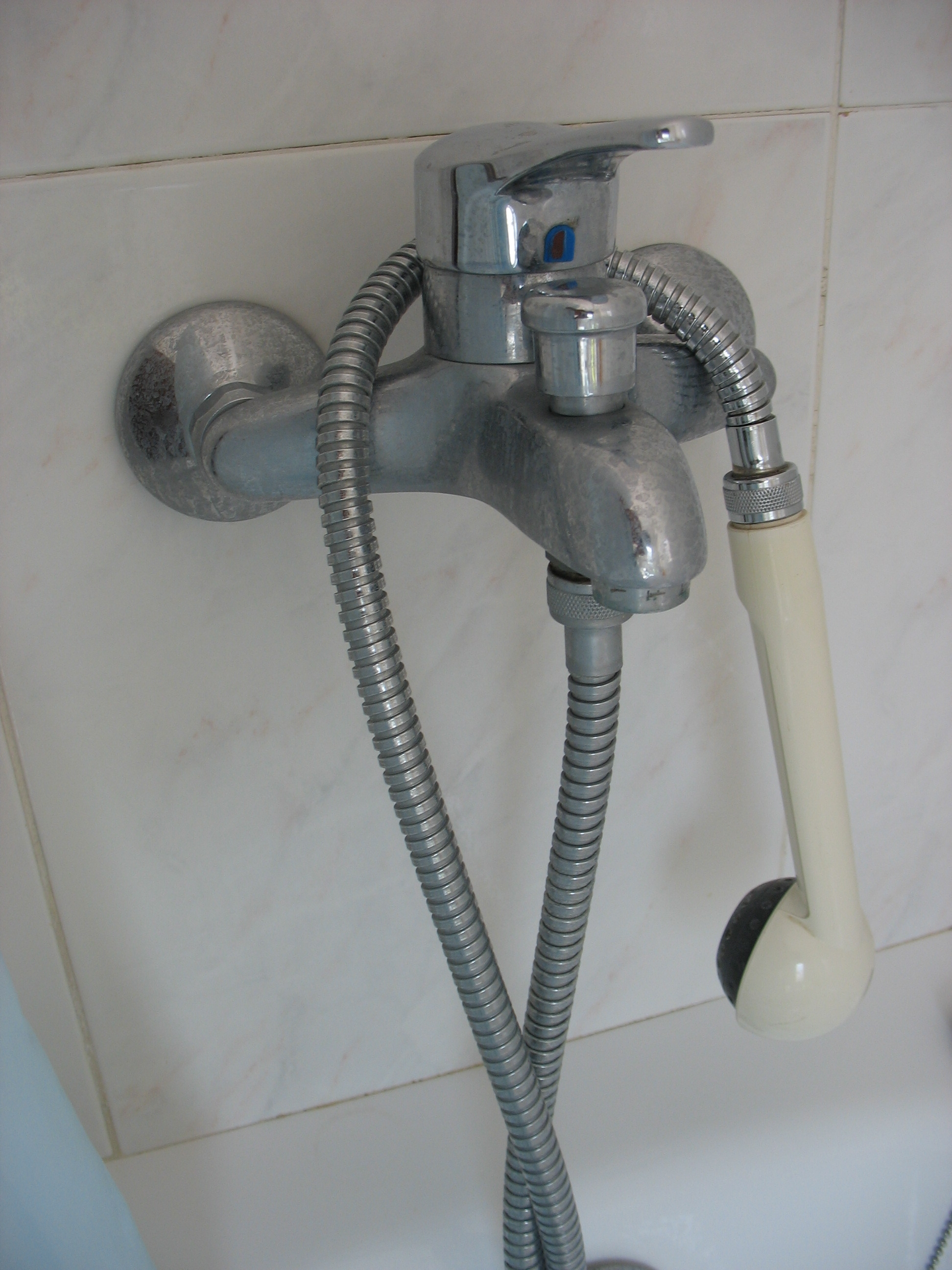
Однорычажный настенный смеситель с душем

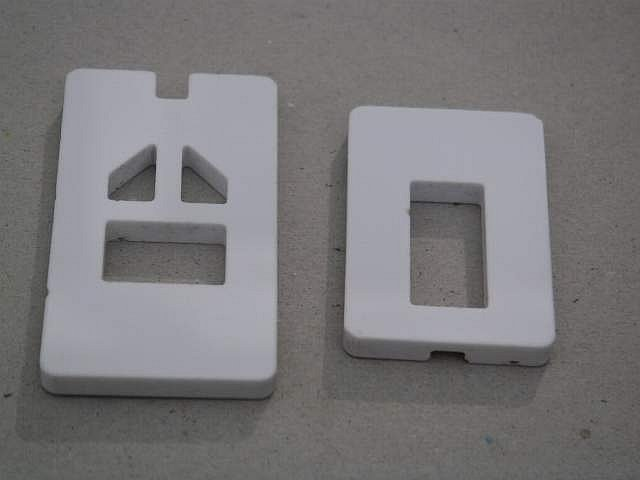
Керамические пластинки однорычажного смесителя

Однорычажные смесители имеют две степени свободы на одном рычаге, что даёт несколько преимуществ:
- Смеситель «помнит» заданное соотношение горячей и холодной воды и при последующем открытии выдаёт воду примерно той же температуры.
- Есть возможность регулировать раздельно поток и температуру воды. В раздельных смесителях, если нужно сохранить поток воды, приходится заново настраивать оба крана.

Однако вышеперечисленные преимущества в полной мере реализуются лишь при стабильном и симметричном напоре воды.
По конструкции выделяют два типа однорычажных смесителя:
- В шаровых смесителях за регулировку тока воды отвечает полированный металлический шар с тремя отверстиями. Изменением их положения относительно входных отверстий обеспечивается регулировка напора и температуры. Достоинство такого механизма — простота конструкции. Основным недостатком же является некоторое неудобство регулировки: уплотнительные прокладки в таком кране имеют большую площадь соприкосновения с шаром, а значит создают достаточно большое трение покоя, что усложняет плавную регулировку.
- Керамические смесители в качестве регулирующего элемента используют плотно притёртые пластинки из металлокерамики. Пластинки полируют, чтобы поверхности пластинок притягивались, благодаря чему обеспечивается герметичность. Такие смесители, как правило, по конструкции сложнее. Для однорычажных смесителей существует несколько стандартных типов картриджей, однако иногда для дорогих моделей используются картриджи оригинальной конструкции. Данные смесители обеспечивают более плавную регулировку тока воды. Перед смесителем рекомендуется ставить фильтр, так как твёрдые частицы могут попасть между пластинами и нарушить герметичность.

### Термостаты
Термостатический смеситель (термостатирующий смеситель, смеситель-термостат) — это устройство, предназначенное для автоматического поддержания заданной температуры воды. Бытовые смесители-термостаты имеют две рукоятки-регулятора: одной регулируют напор воды, а другой температуру. Устройство термостата похоже на устройство широко распространенных восковых термостатов автомобильных, тепловозных и некоторых судовых двигателей: в герметичной капсуле находится специальное вещество (воск, парафин или церезин), плавящееся в диапазоне температур регулировки термостата и имеющее высокий коэффициент теплового расширения. При плавлении вещество расширяется, приводя в движение арматуру, регулирующую соотношение горячей и холодной воды. Рукояткой регулировки температуры пользователь меняет давление в капсуле, что в некоторых пределах меняет температуру плавления вещества в ней. Регулятор потока ставят после термостатирующего узла, управляя потоком смешанной теплой воды. Смесители-термостаты нуждаются в специальных обратных клапанах, предотвращающих перетекание воды между горячей и холодной трубами. Обычно такие клапаны встроены в смеситель.

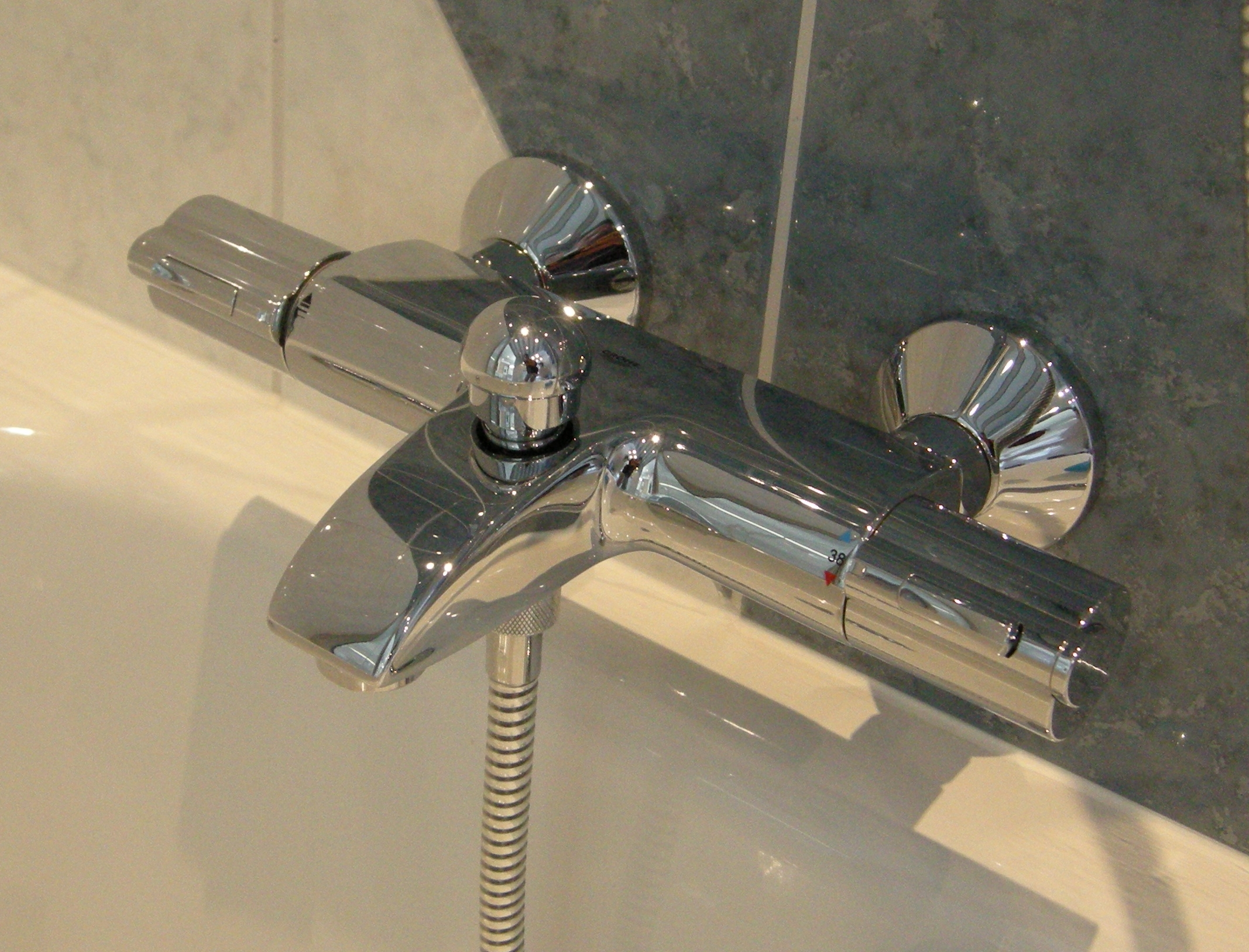
Бытовой термостатирующий смеситель

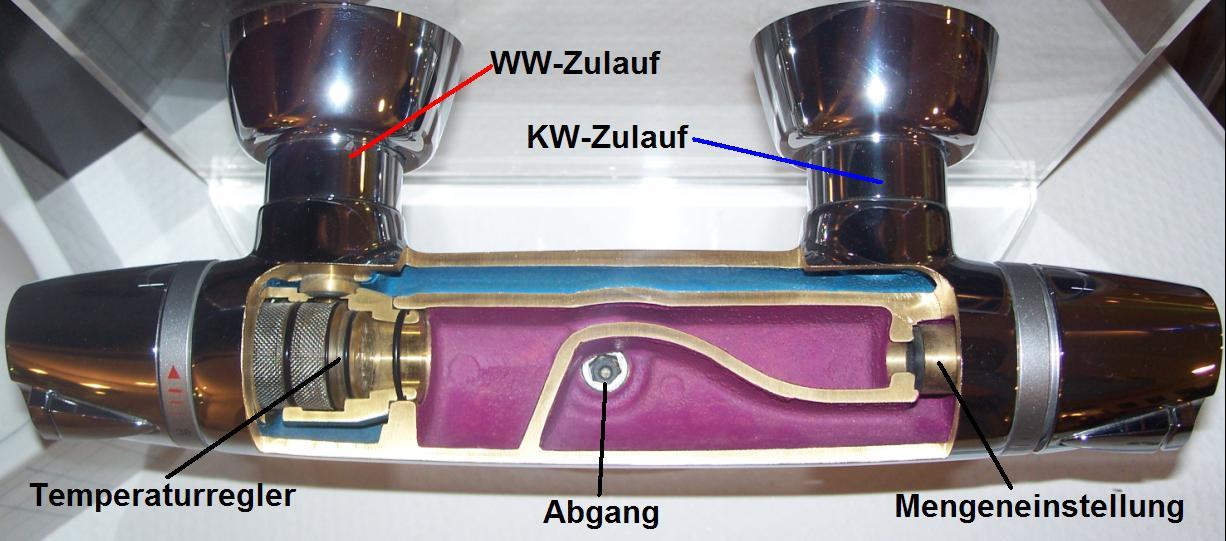
Термостатирующий смеситель в разрезе

Термостат проектируется так, что в случае прекращения подачи холодной воды защищают от ожогов кипятком, перекрывая горячую воду. Если при этом в горячей трубе находится не кипяток а теплая вода, то смеситель продолжит её подавать. При отключении горячей воды холодная вода не перекрывается. При подключении термостатов нельзя путать вход горячей и холодной воды, поэтому перед покупкой смесителя необходимо точно знать как разведены трубы. Популярные модели смесителей выпускаются под оба варианта разводки труб. Маховики термостатических смесителей зачастую оснащены ограничителями температуры и расхода. Чтобы выставить максимальный расход или максимальную температуру, надо нажать кнопку на маховичке. Аналогичные смесители с термостатом часто используются для гигиенического душа, учитывая, что нежные места, которые предполагается мыть с помощью этого душа, очень чувствительны к температуре. 

### Электронные

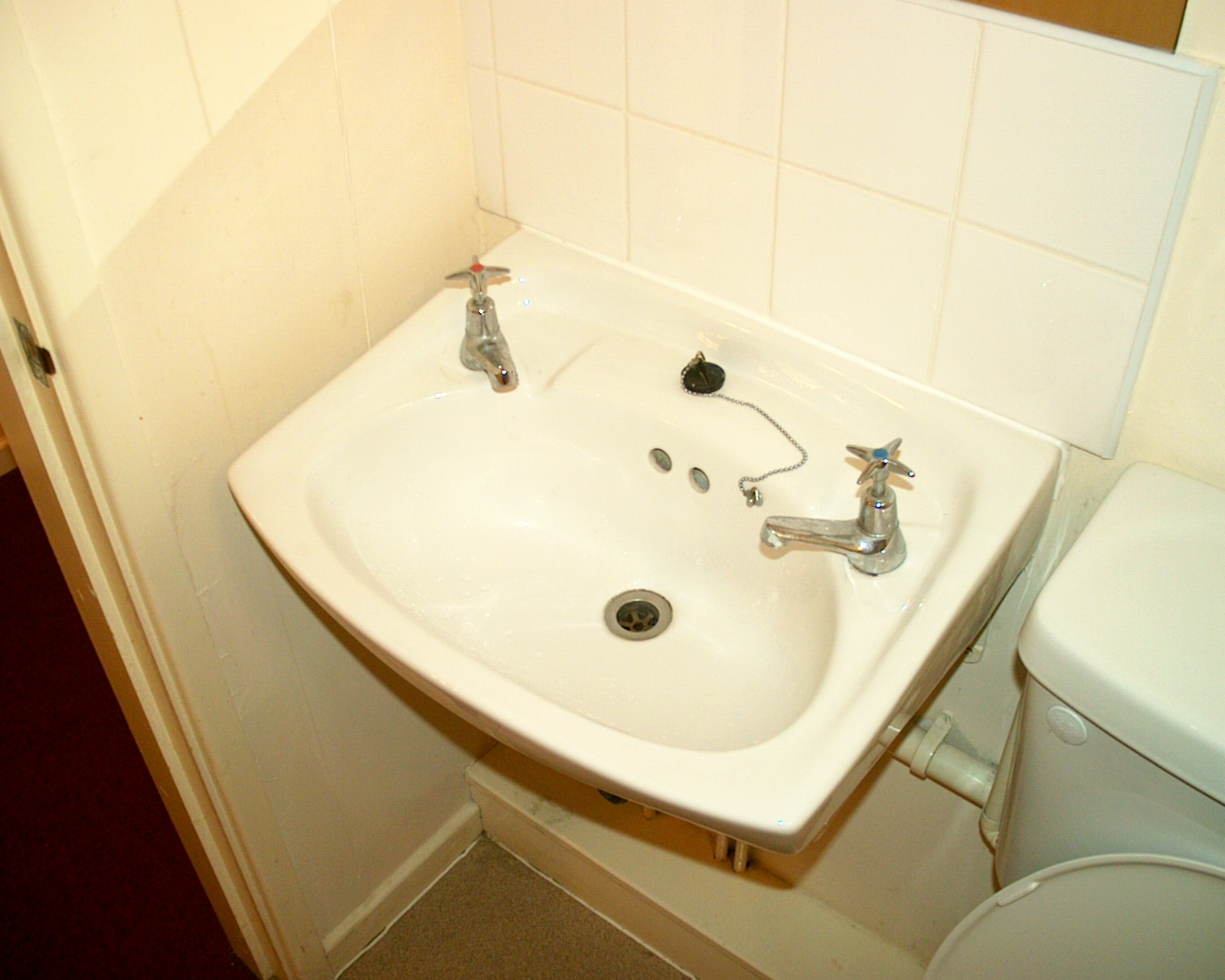
В Великобритании смесители не получили широкого распространения, там обычно используются раздельные краны для горячей и холодной воды

Электронные смесители (не путать с электронным устройством) предоставляют такие возможности, как:
- автоматическое открытие воды по сигналу оптического или ёмкостного датчика, что позволяет, например, не прикасаться к маховику грязными руками, или если руки заняты, а также экономить воду, не выливая её если под кран не поднесли руку или посуду;
- обеспечение заданной температуры при колебаниях напора или температуры горячей и холодной воды;
- память на несколько значений температуры и напора;
- декоративные функции, такие как подсветка струи (которая может менять цвет в зависимости от температуры воды), музыкальное сопровождение при включении душа и т. д.

Недостатки таких смесителей: высокая цена, невысокая надёжность, зависимость от электроэнергии.

### С двойным изливом (под фильтр)
Как правило, это однорычажные смесители, у которых добавлен ещё один вентиль для включения подачи фильтрованной воды. В кухонных смесителях с двойным изливом фильтрованная вода подаётся по отдельной трубке и не смешивается с водопроводной водой.

### Американский тип(джойстик)
В таких странах, как США, Австралия и Канада, вариант душа со шлангом не получил широкого распространения, по крайней мере, если в своем доме его не переставить, встретится он редко где-то еще. Выключатель данного вида душа по форме напоминает джойстик, и он не может регулировать напор(количество воды) отдельно от температуры. Принцип в том, что чем горячее температура, тем больше объема воды автоматически по умолчанию подберет и выдаст вмонтированная в стену лейка. Если в такую систему подключить европейский вариант с регулятором напора, то он будет барахлить и временами непроизвольно менять температуру.

## Материал
- Цинковый сплав на разрезе имеет белый цвет, его используют в дешёвых смесителях, они более хрупкие и лёгкие. Часто используются в качестве временного решения для технического использования, а также в загородных домах. Из-за хрупкости конструкции такие смесители нельзя использовать в условиях городского водоснабжения.
- Латунные смесители более качественные и долговечные. Обычно покрыты хромом.

## Монтаж

Вода капает из смесителя

Смесители также различают по способу установки. В первую очередь их разделяют на настенные и настольные смесители для установки на раковине или кухонной мойке.
- Настенные применяют обычно в ванной. Чаще всего они предполагают работу как с изливом, так и с душем благодаря соответствующему переключателю.

Для установки смесителя в ванной подведены трубы горячей и холодной воды на расстоянии 10 или 15 см от центра до центра с резьбой на концах. На них устанавливаются патрубки смесителя с гайками и декоративными крышками. Затем для соединения на другие концы патрубков устанавливаются прокладки и гайками прикручивается корпус смесителя. Патрубки обычно имеют небольшой изгиб, что позволяет подогнать их расположение под смеситель путём вращения.
- Типичным смесителем для установки на раковину является кран-«ёлочка». Установка других видов обычно аналогична.

Для установки в раковине имеется отверстие Ø34 мм с рёбрами для фиксации крана. Иногда в раковинах из нержавеющей стали такого отверстия нет и его нужно сверлить самостоятельно. Смеситель с установленной прокладкой вставляется в отверстие и фиксируется с нижней стороны гайкой. После этого прикручиваются втулки подводящего трубопровода (подводка). Проще всего по подключению гибкий трубопровод (гибкая подводка), но при установке нового смесителя гибкую подводку всегда приходится заменять. Жёсткий же трубопровод (жесткая подводка) долговечен, но более сложен в установке.
- Крепление «шпилька» подходит под все мойки, удобно закручивается, бывает на одной или двух шпильках, менее надёжно, чем «гайка».
- Крепление «гайка» не подходит для толстых керамических моек.

Несмотря на то, что установка смесителя не очень сложна сама по себе, доверять её нужно только квалифицированному сантехнику, во избежание протечек и повреждения деталей смесителя.